# Joe Birbeck
Joseph Birbeck (15 tháng 4 năm 1932 – 11 tháng 3 năm 2016) là một cầu thủ bóng đá người Anh thi đấu ở vị trí wing half ở Football League cho Middlesbrough và Grimsby Town.